# فرودگاه لیرین فاگرنس
فرودگاه لیرین فاگرنس (به انگلیسی: Fagernes Airport, Leirin) و  (به نروژی: Fagernes lufthavn, Leirin)، در ۱۴۵ کیلومتری شمال غربی اسلو قرار دارد که  دارای  یک فرودگاه همگانی مسافربری با کد یاتا VDB است که یک باند فرود سنگفرش دارد و طول باند آن ۲۰۶۰ متر است. این فرودگاه در نورد آوردال شهر فاگرنس ، استان آنلند در کشور نروژ قرار دارد و در ارتفاع ۸۲۲ متری از سطح دریا واقع شده است.
این فرودگاه در سال ۱۹۸۷ افتتاح شد و خدمات خود را به مردم محلی فاگرنس، دره‌های اطراف والدرس، هالینگدال و گودبراندسدال در جنوب نروژ و ۱۹۰ کیلومتری اسلو ارایه می‌دهد. در سال ۲۰۱۴، فرودگاه لیرین فاگرنس حدود ۶۳۹۳ مسافر جا‌به‌جا می‌کرد و به تعداد 114 پرواز داشت. در ابتدا این فرودگاه به عنوان یک فرودگاه منطقه‌ای معمولی در نظر گرفته شده بود، اما در طول ساخت آن، باز طراحی شد تا بتواند هواپیماهای جت بزرگتری را هم در خود جای دهد.

## شرکت‌های هواپیمایی و مقصدهای پروازی
| شرکت‌های هواپیمایی | مقصدهای پروازی     |
| ----------------- | ------------------ |
| Thomson Airways   | چارتر فصلی: گاتویک |